# 루드비카 팔레타
루드비카 팔레타(Ludwika Paleta, 1978년 11월 29일 ~ )는 폴란드계 멕시코의 배우이다.
어릴 때, 유명한 음악가인 아버지 즈비그에프 팔레타가 멕시코에서 직장을 얻어 이주한 후, 멕시코에 영구정착하게 되었다. 12살 때, 오디션후 캐스팅 담당자의 눈에 들어 어린이 드라마인 천사들의 합창에서 얄미운 부잣집 딸 마리아 호아키나역을 맡아 연기하였고, 대단한 호평을 받았으며, 중남미에서 선풍적인 아이돌 스타로 자리매김했다. 그녀는 이후 지속적으로 중남미에서 주목받는 연기자가 되었는데, 음악가 부부인 그녀의 부모와 역시 배우인 언니 도미니카 팔레타 등 가족단위로 주목받는 스타였다. 루드비카는 모국으로서의 폴란드와 그녀가 뿌리내리고 있는 멕시코 둘 모두를 사랑한다고 얘기해왔으나, 멕시코 이외의 나라에 이주할 생각이 없음을 밝혔다. 폴란드어, 에스파냐어, 영어에 능통하다. 그녀는 멕시코인 배우인 플루타르코 아싸와 결혼하여, 휘하에 아들 니콜라스를 두었으나, 그녀의 스캔들 파문으로 2006년 11월 이혼하였다.

## 같이 보기
- 가브리엘라 리베로
- 천사들의 합창